# Gruzijski jezik
Gruzijski jezik (gr. ქართული ენა, kartuli ena) službeni je jezik Gruzije, republike na Kavkazu.
Gruzijski je materinski jezik oko 3,9 milijuna ljudi u Gruziji (84 % stanovništva), i oko 200 000 izvan zemlje (uglavnom u Turskoj, Iranu, Rusiji, SAD i Europi). Rabi se kao književni jezik svih etničkih skupina u Gruziji, posebno onih koje govore drugim kartvelskim jezicima: svanskim, megrelijskim i lazijskim.

## Osobine

### Glasovni sustav
Gruzijski pripada kavkaskom Sprachbundu u kojeg također spadaju mnogi jezici Kavkaza koji pokazuju velike sličnosti u glasovnom sustavu, naročito prisutstvo glotaliziranih ("ejektivnih") suglasnika.
Sustav suglasnika (prikazan hrvatskom latinicom s dodatnim simbolima, zajedno s gruzijskim pismom):
|          | bilabijalni    | alveolarni      | palatalni       | velarni        | uvularni  | glotalni |
| -------- | -------------- | --------------- | --------------- | -------------- | --------- | -------- |
| ploziv   | p b pʼ (ფ ბ პ) | t d tʼ (თ დ ტ)  |                 | k g kʼ (ქ გ კ) | qʼ 1(ყ)   |          |
| frikativ | v (ვ)          | s z (ს ზ)       | š ž (შ ჟ)       |                | x γ (ხ ღ) | h (ჰ)    |
| slivenik |                | c dz cʼ (ც ძ წ) | č dž čʼ (ჩ ჯ ჭ) |                |           |          |
| nazal    | m (მ)          | n (ნ)           |                 |                |           |          |
| lateral  |                | l, r (ლ, რ)     |                 |                |           |          |

### Pismo
Gruzijsko pismo mhedruli (მხედრული, "sekularno" ili "vojno") se prvi put pojavilo u 11. stoljeću. Sastoji se od 33 slova i ne razlikuje velika i mala (obojana polja označavaju slova koja se više ne koriste).
| ა | ბ | გ | დ | ე | ვ | ზ | ჱ | თ | ი | კ | ლ | მ | ნ |
| ჲ | ო | პ | ჟ | რ | ს | ტ | ჳ | უ | ფ | ქ | ღ | ყ | შ |
| ჩ | ც | ძ | წ | ჭ | ხ | ჴ | ჯ | ჰ | ჵ | ჶ | ჷ | ჸ |   |

### Gramatika
Gruzijski ima 7 padeža: nominativ, ergativ, dativ, genitiv, instrumental, adverbijal i vokativ. Prva tri su "jezgreni padeži" i imaju funkcije koje se međusobno preklapaju (npr. označavaju subjekt u različitim situacijama).
U nekim glagolskim oblicima gruzijski se ponaša kao aktivno-stativni i ergativni jezik.
Gruzijski nema kategoriju roda.
Jezik ima aglutinativnu morfologiju i postpozicije.

## Vanjske poveznice
- Ethnologue (14th)
- Ethnologue (15th)
- Ethnologue (16th)